# Stigmidium parasiticum
Stigmidium parasiticum är en lavart som först beskrevs av Georg Winter, och fick sitt nu gällande namn av Aptroot 2006. Stigmidium parasiticum ingår i släktet Stigmidium och familjen Mycosphaerellaceae.   Inga underarter finns listade i Catalogue of Life.